# Camarões nos Jogos Olímpicos de Verão de 2012
Camarões competiu nos Jogos Olímpicos de Verão de 2012, que aconteceram na cidade de Londres, no Reino Unido, de 27 de julho até 12 de agosto de 2012.

## Desempenho

### Futebol
Feminino
| Equipe | Equipe | Fase de grupos                                      | Fase de grupos | Quartas                | Semifinal              | Final                  | Pos. |
| Equipe | Equipe | Adversário e resultado                              | Pos.           | Adversário e resultado | Adversário e resultado | Adversário e resultado | Pos. |
| --- | --- | --------------------------------------------------- | -------------- | ---------------------- | ---------------------- | ---------------------- | ---- |
| Annette Ngo Ndom Christine Manie Njoya Nkoute Yvonna Leuko Augustine Ejangue Francine Zouga Gabrielle Onguene Raissa Feudjio Madeleine Ngono Mani | Bebey Beyene Adrienne Iven Francoise Bella Claudine Meffometou Bibi Mendoua Ysis Sonkeng Jeanette Yango Gaelle Enganamouit Reine Sosso | BRA Brasil D 0-5 GBR Grã-Bretanha NZL Nova Zelândia |                |                        |                        |                        |      |

### Halterofilismo
Masculino
| Atleta           | Evento | Arranque (kg) | Arremesso (kg) | Total (kg) | Posição |
| ---------------- | ------ | ------------- | -------------- | ---------- | ------- |
| Frederic Fokejou | +105kg | 160,0         | 202,0          | 362,0      | 18º     |

Feminino
| Atleta        | Evento | Arranque (kg) | Arremesso (kg) | Total (kg) | Posição |
| ------------- | ------ | ------------- | -------------- | ---------- | ------- |
| Madias Nzesso | -75kg  | 115,0         | 131,0          | 246,0      | 6º      |

### Lutas
Camarões conquistou uma vaga no Copa do Mundo de Lutas de 2011, realizada em Istanbul, na Turquia, do dia 12 ao dia 18 de setembro de 2011.
- Categoria de peso -72 kg, na luta livre feminina.

### Natação
Masculino
| Atletas            | Evento     | Eliminatórias | Eliminatórias | Semifinal   | Semifinal   | Final       | Final       |
| Atletas            | Evento     | Tempo         | Posição       | Tempo       | Posição     | Tempo       | Posição     |
| ------------------ | ---------- | ------------- | ------------- | ----------- | ----------- | ----------- | ----------- |
| Paul Edingue Ekane | 50 m livre | 27s87         | 54º           | Não avançou | Não avançou | Não avançou | Não avançou |

### Remo
Masculino
| Equipe            | Evento        | Eliminatórias | Eliminatórias | Repescagem | Repescagem | Quartas | Quartas | Semifinal | Semifinal | Final   | Final                |
| Equipe            | Evento        | Tempo         | Posição       | Tempo      | Posição    | Tempo   | Posição | Tempo     | Posição   | Tempo   | Posição (Pos. final) |
| ----------------- | ------------- | ------------- | ------------- | ---------- | ---------- | ------- | ------- | --------- | --------- | ------- | -------------------- |
| Paul Etia Ndoumbe | Skiff simples | 7m29s77       | 6º R          | 7m24s15    | 5º S E/F   | BYE     | BYE     | 7m35s48   | 4º FE     | 7m46s23 | 2º (32º)             |

### Tênis de mesa
Classificado para o individual feminino:
- Sarah Manffou